# 庫氏伊勢鰍
庫氏伊勢鰍（學名：Iskandaria kuschakewitschi）為輻鰭魚綱鯉形目條鰍科印度泳鰍屬的其中一種，分布於亞洲阿富汗、烏茲別克及塔吉克斯坦淡水流域，體長可達11公分，棲息在河川底層水域，生活習性不明。

## 扩展阅读
維基物種上的相關：庫氏伊勢鰍